# Метехан Балтаджи
Метехан Балтаджи (тур. Metehan Baltacı, нар. 3 листопада 2002, Фатіх, Туреччина) — турецький футболіст, центральний захисник стамбульського «Галатасарая».

## Ігрова кар'єра

### Клубна
Метехан Балтаджи народився в одному з районів Стамбула і є вихованцем клубної академії столичного «Галатасарая». У 2021 році захисник був переведений до першої команди клубу і для набору ігрової практики в серпні того року відбув в річну оренду до клубу Третьої ліги «Іскендерунспор».
Після оренди футболіст повернувся до стану «Галатасарая» і 19 жовтня 2022 року дебютував в основі «червоно - жовтих» в кубковому матчі. В лютому 2023 року футболіст продовжив контракт з клубом до 2026 року. Другу половину сезону Балтаджи провів в оренді в клубі Першої ліги «Маніса». На сезон 2023/24 він також повернувся до Першої ліги, де грав в оренді за клуб «Еюпспор», з яким виграв турнір Першої ліги. І після закінчення терміну оренди, Метехан повернувся до «Галатасарая».

### Збірна
У 2022 році Метехан Балтаджи дебютував в складі молодіжної збірної Туреччини.

## Досягнення
- Володар Кубка Туреччини (1):

«Галатасарай»: 2024-25
- Чемпіон Туреччини (1):

«Галатасарай»: 2024-25